# Hypnodontopsis confertus
Hypnodontopsis confertus là một loài rêu trong họ Rhachitheciaceae. Loài này được (Göpp. & Berendt) J.-P. Frahm mô tả khoa học đầu tiên năm 2001.